# Les Nouillers
Les Nouillers település Franciaországban, Charente-Maritime megyében. Lakosainak száma 724 fő (2022. január 1.). Les Nouillers Archingeay, Bignay, Saint-Savinien, Taillant, Tonnay-Boutonne, Torxé és Voissay községekkel határos.

## Népesség
A település népességének változása:
| Lakosok száma | 593  | 618  | 607  | 623  | 655  | 670  | 698  | 719  | 724  | 724  |
|               | 1968 | 1982 | 1990 | 2006 | 2013 | 2015 | 2017 | 2019 | 2020 | 2022 |